# Associação de Anemia Falciforme do Estado de São Paulo
A Associação de Anemia Falciforme do Estado de São Paulo (AAFESP) é uma instituição fundada em 1997, com sede na cidade de São Paulo, no estado de São Paulo, Sudeste do Brasil.
A Associação é uma organização sem fins lucrativos que busca melhoria na vida das pessoas que possuem a Anemia Falciforme e uma redução no índice de mortalidade, fazendo com que os portadores tenham total auxílio em tudo que necessitam. Apesar do pouco tempo de existência já alcançou boa reputação e benefícios que auxiliam a todos, estimulando os portadores a lutarem por seus direitos e mostrando que todos são iguais. Visando se tornar uma referência em Anemia Falciforme, busca uma capacitação de profissionais da área de saúde e educação e uma implantação de políticas públicas em prol da doença. Agem a partir de serviços oferecidos em ambulatórios, recursos humanos e financeiros conseguidos a partir de parceria com universidades, convênios e instituições públicas e privadas, nacionais e internacionais querendo estabelecer na América Latina uma cultura de atenção a saúde não medicalizada. 
Combatendo o preconceito e a marginalização social que os portadores da Anemia Falciforme enfrentam, buscam através de eventos sociais integrar as pessoas e desenvolver suas qualidades individuais e coletivas.

## O que é a Anemia Falciforme?
É uma doença genética e hereditária, com maior ocorrência em pessoas negras, mas que pode manifestar-se também em pessoas brancas. Ocorre quando os glóbulos vermelhos do sangue perdem a forma arredondada e elástica, adquirindo o aspecto de uma foice (dando origem ao nome), dificultando a passagem do sangue pelos vasos sanguíneos de pequeno calibre e oxigenação dos tecidos. As hemácias falciformes contêm um tipo de hemoglobina, a hemoglobina S, que se cristaliza na falta de oxigênio, formando trombos que bloqueiam o fluxo de sangue, porque não têm a maleabilidade da hemácia normal. A anemia falciforme é causada por mutação genética, responsável pela deformidade dos glóbulos vermelhos. Para ser portador da doença, é preciso que o gene alterado seja transmitido pelo pai e pela mãe. Se for transmitido apenas por um dos pais, o filho terá o traço falciforme, que poderá passar para seus descendentes, mas a doença não manifesta.

## Sintomas de Anemia Falciforme
A anemia falciforme pode se manifestar de forma diferente em cada indivíduo. Uns têm apenas alguns sintomas leves, outros apresentam um ou mais sinais. Os sintomas geralmente aparecem na segunda metade do primeiro ano de vida da criança.
Crise de dor: é o sintoma mais frequente da doença falciforme causado pela obstrução de pequenos vasos sanguíneos pelos glóbulos vermelhos em forma de foice. A dor é mais frequente nos ossos e nas articulações, podendo, porém atingir qualquer parte do corpo. Essas crises têm duração variável e podem ocorrer várias vezes ao ano. Geralmente são associadas ao tempo frio, infecções, período pré-menstrual, problemas emocionais, gravidez ou desidratação;
Icterícia (cor amarela nos olhos e pele): é o sinal mais frequente da doença. O quadro não é contagioso e não deve ser confundido com hepatite. Quando o glóbulo vermelho se rompe, aparece um pigmento amarelo no sangue que se chama bilirrubina, fazendo com que o branco dos olhos e a pele fiquem amarelos;
Síndrome mão-pé: nas crianças pequenas as crises de dor podem ocorrer nos pequenos vasos sanguíneos das mãos e dos pés, causando inchaço, dor e vermelhidão no local;
Infecções: as pessoas com doença falciforme têm maior propensão a infecções e, principalmente as crianças podem ter mais pneumonias e meningites. Por isso elas devem receber vacinas especiais para prevenir estas complicações. Ao primeiro sinal de febre deve-se procurar o hospital onde é feito o acompanhamento da doença. Isto certamente fará com que a infecção seja controlada com mais facilidade;
Úlcera (ferida) de Perna: ocorre mais frequentemente próximo aos tornozelos, a partir da adolescência. As úlceras podem levar anos para a cicatrização completa, se não forem bem cuidadas no início do seu aparecimento. Para prevenir o aparecimento das úlceras, os pacientes devem usar meias grossas e sapatos;
Sequestro do Sangue no Baço: o baço é o órgão que filtra o sangue. Em crianças com anemia falciforme, o baço pode aumentar rapidamente por sequestrar todo o sangue e isso pode levar rapidamente à morte por falta de sangue para os outros órgãos, como o cérebro e o coração. É uma complicação da doença que envolve risco de vida e exige tratamento emergencial.

## Parceiros
- Organização Pan-Americana de Saúde
- Serviço Social do Comércio – SESC - SP
- Instituto Adolfo Lutz
- CEPOI – Centro de Pesquisa Oncológica Infantil – UNICAMP
- Ashoka Empreendedores Sociais
- Instituto de Medicina Fetal e Genética Humana
- Laboratório de hemoglobinopatia da UNESP
- S.N.M. Consultoria Contábil
- Ministério da Saúde